# Laetmogone parvipedata
Laetmogone parvipedata is een zeekomkommer uit de familie Laetmogonidae.
De wetenschappelijke naam van de soort werd in 1987 gepubliceerd door Massin.